# 웨딩스캔들
《웨딩스캔들》은 2012년에 개봉한 대한민국의 영화이다.

## 캐스팅
- 김민준 : 기석 역
- 곽지민 : 정은 역
- 이상훈 : 병수 역
- 이세랑 : 숙자 역
- 권현민 : 윤호 역
- 이하림 : 미라 역
- 차승우 : 재덕 역
- 서진원 : 출입국관리소 직원 1 역
- 한성용 : 출입국관리소 직원 2 역
- 김성윤 : 출입국관리소 직원 3 역